# アルヌール2世 (フランドル伯)
アルヌール2世（Arnoul II, 960/1年 - 987年3月30日）は、フランドル伯（在位：965年 - 987年）。

## 生涯
アルヌール2世はボードゥアン3世とザクセン公ヘルマン・ビルングの娘マティルデとの間の息子である。父ボードゥアン3世は962年に死去し、そのときアルヌール2世は幼年であったが、祖父アルヌール1世は生存していた。3年後の965年にアルヌール1世が死去し、親族のボードゥアン・バルソが摂政となったが、ボードゥアン・バルソも973年に死去した。
976年にアルヌール2世が成年に達するまでに、フランドルはアルヌール1世が手に入れた南部の領地のいくつかを失っていた。アルヌール1世はすでに孫の継承を保証するため、西フランク王ロテールにピカルディーのいくつかの領地をすでに差し出しており、他の親族にもブーローニュを領地として与えていた。そして、アルヌール2世の治世の始めに、ロテールはポンティウを取り上げてユーグ・カペーに与えており、ギーヌ伯領も成立していた。アルヌール2世は987年3月30日に26歳で死去した。その後まもなくして妃ロザーラ・ディタリーはフランス王ロベール2世と再婚した。

## 家族
976年にイタリア王ベレンガーリオ2世の娘ロザーラと結婚し、2人の子女をもうけた。
- ボードゥアン4世（980年 - 1035年） - フランドル伯[5]
- マティルデ（995年以前没）[2]